# IX Gobierno Constitucional de Portugal
El IX Gobierno Constitucional de Portugal comenzó el 9 de junio de 1983 y fue constituido por una coalición postelectoral entre el Partido Socialista y el Partido Social-Demócrata, tras los resultados de las elecciones del 25 de abril de 1983. Terminó su mandato el 6 de noviembre de 1985.
Fue el llamado gobierno del Bloque Central.

## Composición
- Primer ministro: Mário Soares

- Datos: Q9006487